# Кресаптаун (Меріленд)
Кресаптаун (англ. Cresaptown) — переписна місцевість (CDP) в США, в окрузі Аллегені штату Меріленд. Населення — 5442 особи (2020).

## Географія
Кресаптаун розташований за координатами 39°35′27″ пн. ш. 78°51′8″ зх. д. / 39.59083° пн. ш. 78.85222° зх. д. (39.590722, -78.852358).  За даними Бюро перепису населення США в 2010 році переписна місцевість мала площу 15,90 км², з яких 15,84 км² — суходіл та 0,06 км² — водойми.

## Демографія
Згідно з переписом 2010 року, у переписній місцевості мешкали 4592 особи в 1251 домогосподарстві у складі 844 родин. Густота населення становила 289 осіб/км².  Було 1351 помешкання (85/км²).
Расовий склад населення:
| - 71,5 % — білих - 26,8 % — чорних або афроамериканців - 0,4 % — азіатів - 0,2 % — корінних американців |

До двох чи більше рас належало 0,9 %. Частка іспаномовних становила 0,6 % від усіх жителів.
За віковим діапазоном населення розподілялося таким чином: 14,3 % — особи молодші 18 років, 73,5 % — особи у віці 18—64 років, 12,2 % — особи у віці 65 років та старші. Медіана віку мешканця становила 38,5 року. На 100 осіб жіночої статі у переписній місцевості припадало 187,2 чоловіків;  на 100 жінок у віці від 18 років та старших — 211,1 чоловіків також старших 18 років.
Середній дохід на одне домашнє господарство  становив 65 566 доларів США (медіана — 41 921), а середній дохід на одну сім'ю — 80 870 доларів (медіана — 54 286). Медіана доходів становила 47 708 доларів для чоловіків та 39 191 долар для жінок. За межею бідності перебувало 12,6 % осіб, у тому числі 16,6 % дітей у віці до 18 років та 5,2 % осіб у віці 65 років та старших.
Цивільне працевлаштоване населення становило 1447 осіб. Основні галузі зайнятості: освіта, охорона здоров'я та соціальна допомога — 33,3 %, виробництво — 13,2 %, мистецтво, розваги та відпочинок — 11,8 %, роздрібна торгівля — 10,8 %.